# Apollo 12
Apollo 12 im November 1969 war die zweite bemannte Mondlandung, die gemäß der Kennedy-Vorgabe noch in den 1960er Jahren erfolgte, der vierte Flug von Astronauten zum Mond und die sechste bemannte Mission im Apollo-Programm.

## Besatzung

### Hauptbesatzung
Am 10. April 1969, kurz nach dem erfolgreichen Flug von Apollo 9, gab die NASA wie erwartet die Ersatzmannschaft von Apollo 9 als Besatzung für den Flug Apollo 12 bekannt: Als Kommandant wurde Pete Conrad nominiert, der mit Gemini 5 und Gemini 11 bereits zwei Raumflüge hinter sich hatte. Pilot der Kommandokapsel wurde Richard Gordon, der bereits mit Gemini 11 unter Conrad geflogen war. Pilot der Mondfähre wurde der Weltraumneuling Alan Bean, der letzte Astronaut der dritten Auswahlgruppe, der noch auf seinen Einsatz wartete.

### Ersatz und Unterstützung
Die Ersatzmannschaft wurde von David Scott angeführt, der gerade mit Apollo 9 seinen zweiten Weltraumflug beendet hatte. Als Pilot der Kommandokapsel war Alfred Worden eingeteilt, als Pilot der Mondfähre James Irwin. Die Unterstützungsmannschaft (Support-Crew) bestand aus Gerald Carr, der bereits bei Apollo 8 in der Support-Crew war, Paul Weitz und Ed Gibson, einem Wissenschaftsastronauten der vierten Auswahlgruppe. Als Verbindungssprecher (Capcom) arbeiteten die Ersatzmannschaft, die Support-Crew und der Astronaut Don Lind.

### Mannschafts-Rotationen
Die Apollo-Mannschaften wurden nicht erst kurz vor Bekanntgabe der Besatzungen zusammengestellt, sondern sie arbeiteten schon Jahre zuvor zusammen. Schon lange vor dem ersten bemannten Apollo-Flug wurden im Laufe des Jahres 1967 sechs Mannschaften zusammengestellt, die die ersten Flüge durchführen sollten. Conrad, Gordon und Bean waren als Ersatzmannschaft der Mission E vorgesehen, einem Test der Kombination aus Kommandomodul und Landefähre in einem erdfernen Orbit. Im November 1967 wurden sie der Mission D als Ersatzmannschaft zugeteilt; dies sollte der erste bemannte Test der Mondlandefähre werden. Damit hatte Conrads Crew gute Chancen, die Hauptmannschaft von Mission G zu werden, bei der die erste bemannte Mondlandung versucht werden sollte, denn üblicherweise konnte eine Ersatzmannschaft drei Flüge später zur Hauptmannschaft werden.
Im Sommer 1968 zeichneten sich jedoch Verzögerungen im Projekt ab, so dass umgeplant werden musste. Mission E wurde gestrichen, und die Mannschaft wurde für einen zuvor nicht geplanten Mondflug (Apollo 8) eingesetzt. Dadurch rückte deren Ersatzmannschaft um Neil Armstrong auf den Platz der Hauptmannschaft der Mission G, die dann mit Apollo 11 tatsächlich die erste Mondlandung durchführte. Aus Mission D wurde Apollo 9, so dass Conrad, Gordon und Bean die erste H-Mission, die mit Apollo 12 nummeriert wurde, zugewiesen bekamen.

## Vorbereitung
Die einzelnen Stufen der Saturn-V-Rakete AS-507 wurden zwischen März und Mai 1969 im Kennedy Space Center angeliefert. Das Apollo-Raumschiff CSM-108 erhielt den Namen Yankee Clipper, die Mondlandefähre LM-6 den Namen Intrepid (engl. unerschrocken/furchtlos).
Das Missionsabzeichen von Apollo 12 zeigt ein Segelschiff (Clipper), das darauf hinweist, dass alle drei Astronauten von der US-Marine kommen. Im Hintergrund sind vier Sterne zu sehen, die die drei Besatzungsmitglieder symbolisieren sowie den Astronauten Clifton Williams, der als Mondfährenpilot vorgesehen war, aber am 5. Oktober 1967 bei einem Flugzeugabsturz ums Leben gekommen war und durch Alan Bean ersetzt wurde.
Am 8. September 1969 wurde die Rakete zur Startrampe 39A gerollt. Zwei Tage vor dem Start wurde ein Leck im Wasserstofftank Nr. 2 des Servicemoduls entdeckt. Der Tank wurde ausgebaut und durch ein Exemplar von Apollo 13 ersetzt.

## Flugverlauf

### Start und Hinflug

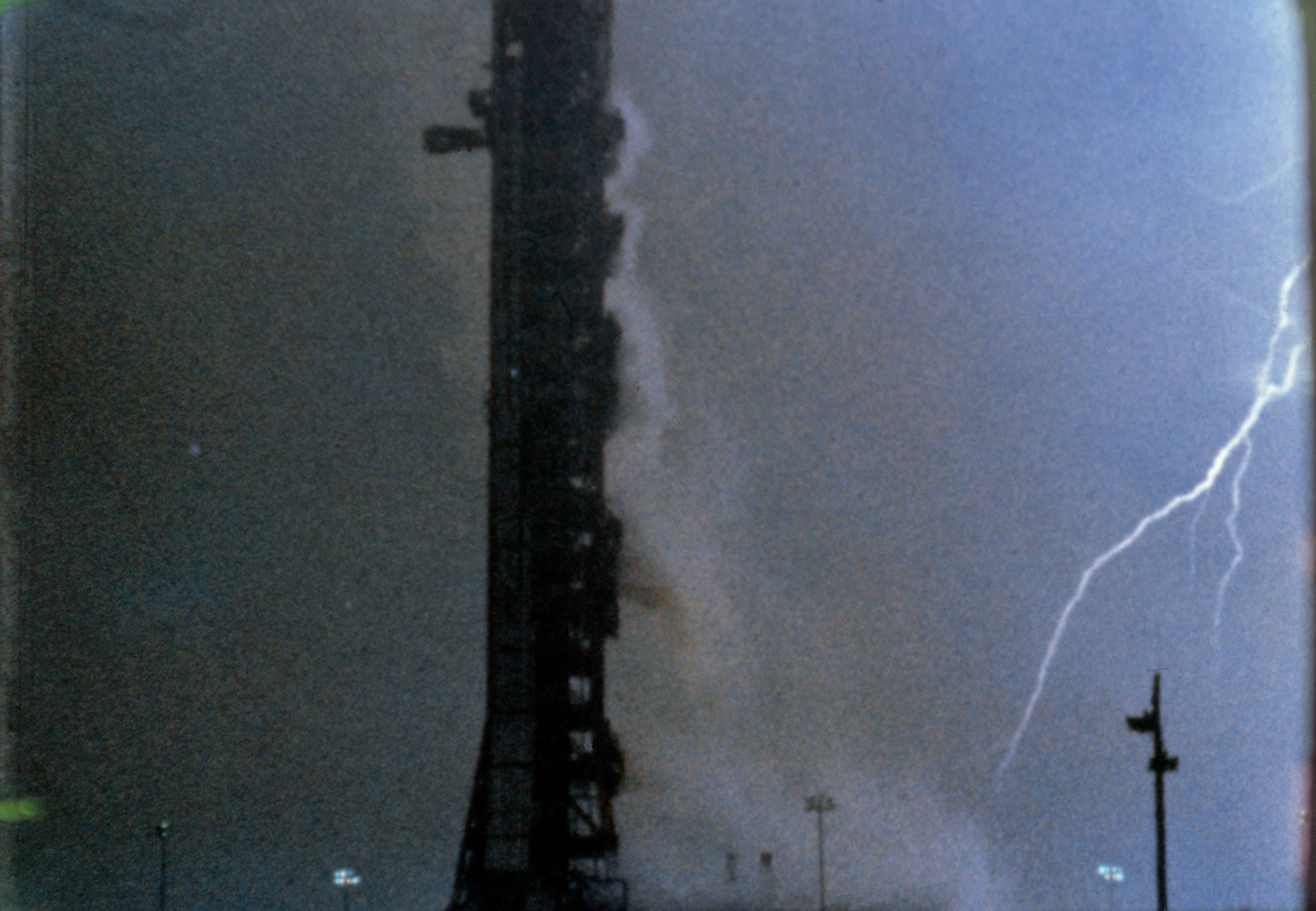
Einer der Blitze trifft die Startrampe kurz nach dem Start (NASA)

Apollo 12 startete am 14. November 1969 um 16:22 UT während eines Gewitters. Das Raumfahrzeug wurde während des Starts zweimal von Blitzschlägen getroffen. Die Einschläge 36,5 und 52 Sekunden nach dem Start wurden vermutlich vom Abgasstrahl der Rakete hervorgerufen, ein elektrisch leitfähiger Kanal aus ionisiertem Gas. Resultat war der zeitweise Ausfall der meisten elektrischen Systeme im Apollo-Raumschiff. Sämtliche Warnlampen leuchteten auf und ein Abbruch der Mission drohte, da der Fehler von den Missionsspezialisten nicht lokalisiert werden konnte. Der junge Flugkontroller John Aaron erinnerte sich jedoch aus vorangegangenen Simulationen an eine ähnliche Situation und empfahl die Anweisung ‚Try SCE to AUX’, die sowohl dem Flugdirektor als auch dem Apollo-Kommandanten unbekannt war. Alan Bean verstand das ungewöhnliche Kommando, schaltete die Sensordatenkonvertiereinheit (SCE, signal conditioning electronics) auf Hilfsbetrieb (AUX, auxiliary) und konnte damit die Telemetrieübertragung wiederherstellen. Nach einem Check-out konnte die S-IVB-Stufe für den dreieinhalbtägigen Flug zum Mond erfolgreich gezündet werden.
Im Kontrollzentrum wurde befürchtet, dass der Blitzeinschlag den pyrotechnischen Auslöser des Wiedereintritts-Fallschirms beschädigt hatte. Es wurde entschieden, dies nicht den Astronauten mitzuteilen, da eine Behebung nicht möglich gewesen wäre. Am Ende der Mission lösten die Fallschirme jedoch normal aus.
Nach Abtrennung des Apollo-Raumschiffs und der Mondfähre sollte die S-IVB-Stufe wie zuvor bei Apollo 8, 10 und 11 in eine Sonnenumlaufbahn gebracht werden. Das erforderliche Antriebsmanöver verlief jedoch zu ungenau, so dass die Stufe nach Passieren des Mondes zu langsam war, um sich dauerhaft aus dem Gravitationsfeld des Erde-Mond-Systems zu lösen. Bei ihrer Wiederentdeckung im Jahr 2002 wurde die S-IVB-Stufe der Apollo-12-Mission fälschlicherweise für einen Asteroiden gehalten, dem man die Bezeichnung J002E3 gab.
Früher als geplant stiegen Conrad und Bean durch den Tunnel in die Mondfähre und untersuchten, ob die Blitzschläge beim Start Schäden an Intrepid hinterlassen hatten.

### Auf dem Mond

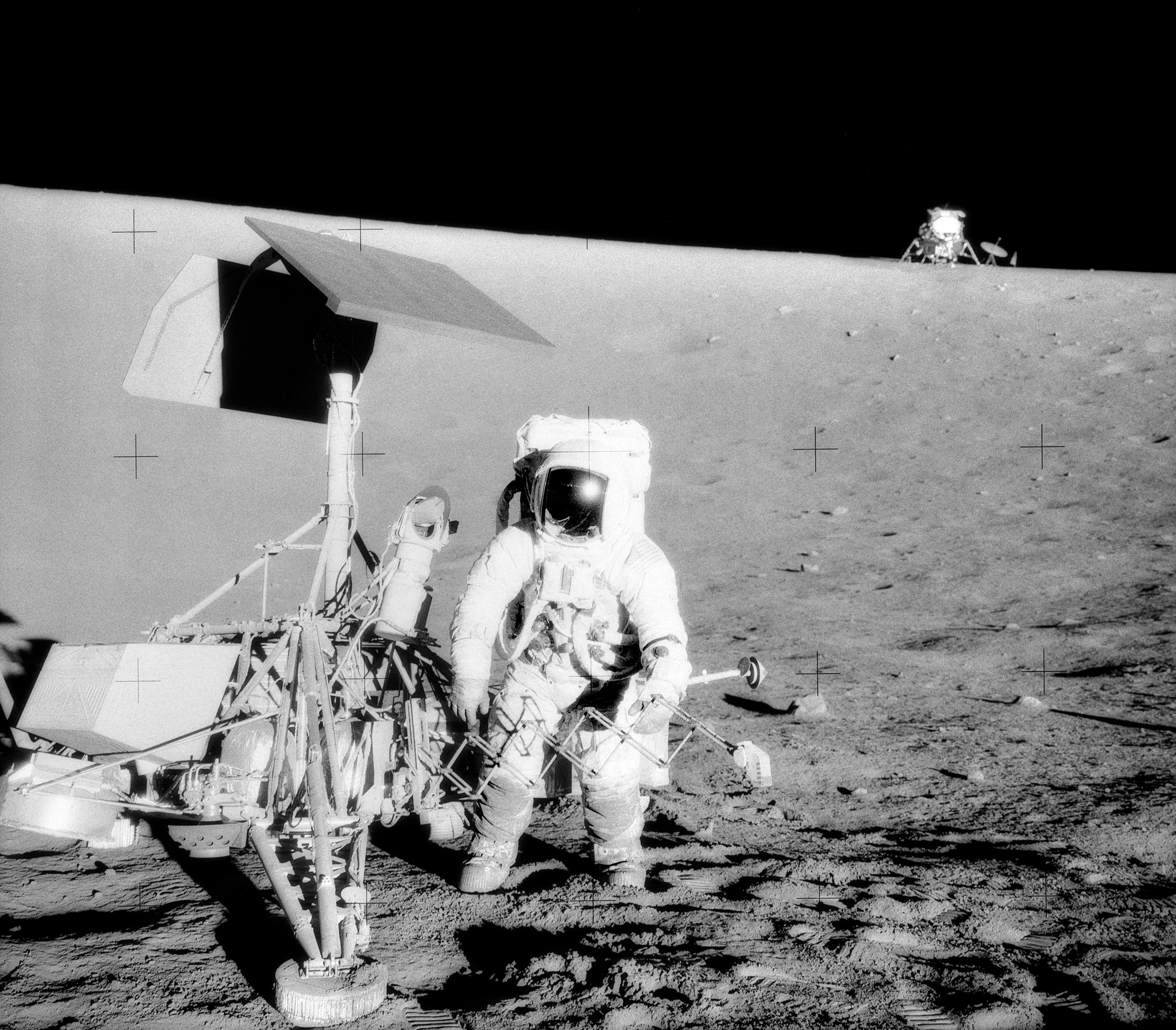
Pete Conrad bei Surveyor 3 (NASA)

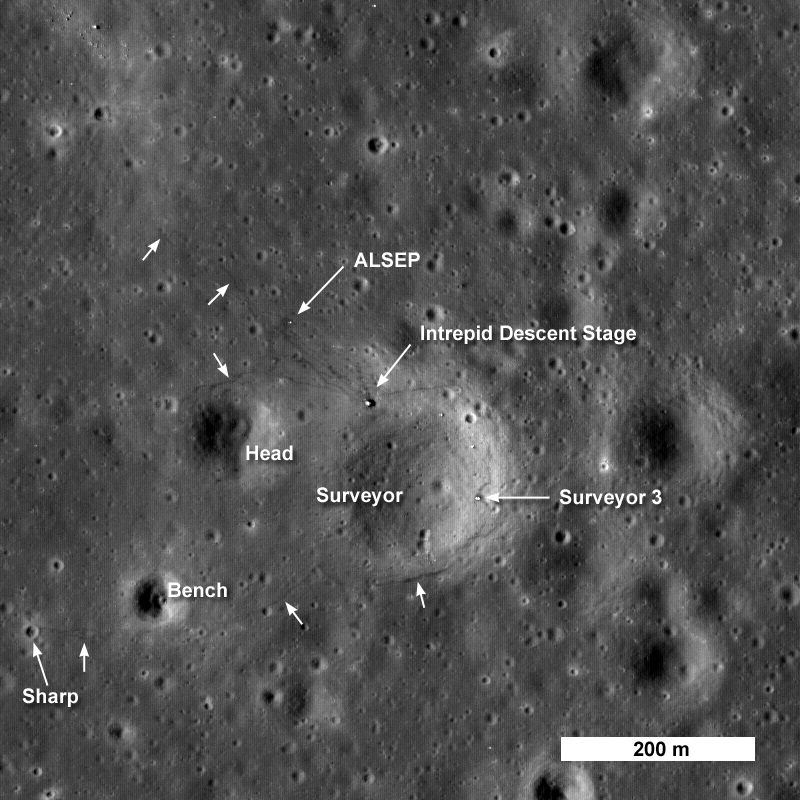
LRO-Bild der Landestelle von Apollo 12 (NASA)

Für Apollo 12 wurde ein Landeort bei 3 Grad 11 Minuten und 51 Sekunden südlicher Breite und 23 Grad 23 Minuten und 8 Sekunden westlicher Länge im Oceanus Procellarum festgelegt. Der Landeplatz wurde so gewählt, dass es möglich war, Teile von der am 20. April 1967 auf dem Mond gelandeten Raumsonde Surveyor 3 auszubauen, um diese anschließend wieder zurück auf die Erde zu bringen. Conrad und Bean landeten die Mondfähre am 19. November 1969 um 06:54 UT nur 163 Meter entfernt von dieser Sonde.
Conrad konnte das Apollo-Kommandomodul mit bloßem Auge erkennen, als es bei der nächsten Mondumkreisung über die Landestelle flog. Ebenso konnte Gordon aus dem Mutterschiff bei der folgenden Umkreisung sowohl Surveyor 3 als auch Intrepid sichten. Die Entfernung betrug ca. 110 km. Das Kommandomodul blieb für insgesamt 45 Orbits in der Mondumlaufbahn.
Als Conrad den Mond betrat, sagte er: „Whoopie! Man, that may have been a small one for Neil, but that's a long one for me.“ (etwa: „Hoppsa! Mensch, das war vielleicht ein kleiner für Neil, aber für mich ist das ein großer!“). Damit spielte er auf seine kleine Körperstatur und Neil Armstrongs Satz: "That's one small step for man..." an. Außerdem soll der Spruch Gegenstand einer Wette mit der italienischen Journalistin Oriana Fallaci gewesen sein. Conrad hatte behauptet, dass die NASA den Astronauten keine Vorschriften mache, was beim Betreten des Mondes zu sagen sei, und so hatte er sich mit ihr auf diese Worte geeinigt.
Apollo 12 transportierte auch erstmals eine Farb-TV-Kamera, die Bean allerdings beim Aufstellen direkt in die Sonne richtete. Dies zerstörte die Bildaufnahmeröhre der Kamera und machte TV-Übertragungen vom Beginn der Mission an unmöglich.
Conrad und Bean stellten das neue Experiment-Modul ALSEP in etwa 200 Meter Entfernung auf. Das Seismometer war so empfindlich, dass es bereits die Schritterschütterungen der zurücklaufenden Astronauten registrierte und zur Erde funkte. Daneben gehörten zum Umfang ein Magnetometer sowie das schon bei Apollo 11 mitgeführte Sonnenwindexperiment. Es wurden Bodenproben entnommen und über 34 kg Gestein gesammelt.
Nach einer Ruhepause in der Landefähre begaben sich die Astronauten zur Surveyor-Sonde. Die Surveyor-Kamera wurde abmontiert und umliegende Steine, die von vorherigen Surveyor-Fotografien bekannt waren, wurden für weitere Untersuchungen auf der Erde sichergestellt.
Conrad und Bean hatten vor dem Flug heimlich einen Selbstauslöser für ihre Hasselblad-Kameras eingepackt und an dieser Stelle ein überraschendes Selfie mit der Surveyor-Sonde geplant. Der Selbstauslöser war jedoch im Transportbehälter von Steinen bedeckt und dessen Auffinden war auf Grund der verbleibenden Zeit nicht mehr möglich.
Erst viel später wurde bekannt, dass in den Checklisten, die Conrad und Bean auf dem Mond verwendeten, Peanuts-Comics und Pin-Up-Bilder enthalten waren, die NASA Pre-flight Operations Chief Ernie Reyes und Mitglieder der Unterstützungsmannschaft dort hineingeschmuggelt hatten.

### Rückflug und Landung

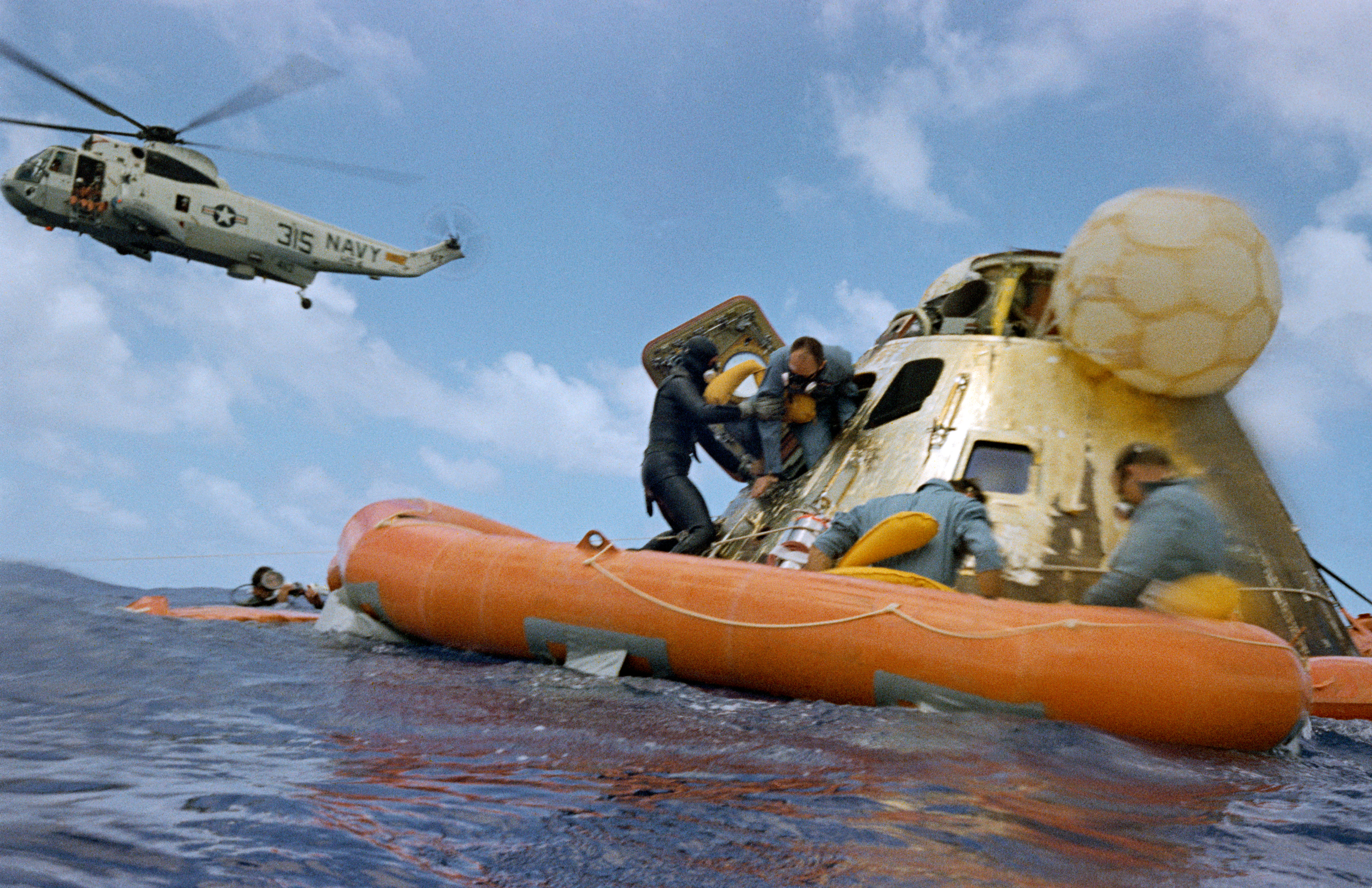
Die Kommandokapsel Yankee Clipper (NASA)

Conrad und Bean starteten die Aufstiegsstufe der Mondfähre und ließen das Triebwerk über sieben Minuten lang laufen. Der Aufenthalt auf dem Mond hatte 31 Stunden, 31 Minuten und 11 Sekunden gedauert, wovon die Astronauten insgesamt knapp acht Stunden außerhalb der Mondfähre verbracht hatten. Neben der nicht mehr benötigten Ausrüstung ließen die Astronauten versehentlich auch mehrere Magazine mit belichteten Filmen zurück, darunter alle Farbaufnahmen der zweiten EVA.
Mehrere Kurskorrekturen waren notwendig, bis Intrepid an Yankee Clipper ankoppeln konnte. Nach dem Umsteigen wurde die Mondfähre abgekoppelt und gezielt erstmals im Apollo-Programm auf Kollisionskurs mit dem Mond gebracht. Intrepid schlug mit etwa 1,5 km/s Geschwindigkeit etwa 72 km entfernt vom Seismometer auf. Die Daten des resultierenden folgenden Mondbebens wurden vom ALSEP direkt an die Erde gefunkt.
Apollo 12 blieb noch einen vollen Tag im Mondorbit, um die fotografische Kartierung des Mondes zu ergänzen.
Die Kommandokapsel Yankee Clipper wasserte am 24. November 1969 um 20:58 UT, 10 Tage, 4 Stunden, 36 Minuten und 24 Sekunden nach dem Start. Der Aufprall war relativ hart, und Alan Bean wurde von einer herabfallenden Kamera getroffen. Dabei zog er sich eine Gehirnerschütterung und eine Platzwunde über einer Augenbraue zu. Wie Apollo 11 lag die Landekapsel zuerst mit der Spitze nach unten, richtete sich aber bald auf.
Die biologischen Vorsichtsmaßnahmen entsprachen denen von Apollo 11: die Astronauten wurden in einen Quarantäne-Container an Bord des Flugzeugträgers Hornet gebracht. Fünf Tage später wurden die Astronauten samt Container von Hawaii nach Houston geflogen, wo sie nach insgesamt 16 Tagen aus der Quarantäne entlassen wurden.
Bei der labortechnischen Untersuchung der Kamera der Surveyor-3-Sonde berichtete der Mikrobiologe Frederick Mitchell, dass in der Isolierung der Kamera getrocknete Bakterien (Streptococcus mitis) mit zum Mond gereist wären. Die Bakterien konnten im Brutschrank wieder keimen und galten daher als Hinweis für mögliche Überlebensfähigkeit im Weltraum (siehe Panspermie). Später stellte sich jedoch heraus, dass unzureichende Sterilitätsvorkehrungen getroffen wurden und dass die gefundenen Bakterien wahrscheinlich von einer Kontamination im Labor herstammen.
Die Kommandokapsel von Apollo 12 befindet sich im Virginia Air and Space Center in Hampton, VA.
2011 wurden hochauflösende Bilder der Apollo-12-Landestelle vom Lunar Reconnaissance Orbiter (LRO) aufgenommen.

### Bedeutung für das Apollo-Programm
Mit Apollo 12 gelang erstmals eine nahezu vollautomatische Präzisionslandung. Mit dem ALSEP-Paket konnten auch zu späteren Zeitpunkten wertvolle wissenschaftliche Daten empfangen werden. Insgesamt verlief die Apollo-12-Mission so problemlos, dass für Apollo 13 ein schwierigeres Ziel anvisiert werden konnte: eine Landung im Fra-Mauro-Hochland.